# قائمة الجوائز والترشيحات التي تلقتها كريستين بيل

فازت الممثلة والمغنية الأمريكية، كريستين بيل، بخمسة جوائز من عشرين ترشح. رشحت ثلاث مرات لجائزة ساتيلايت وفازت مرة واحدة، رشحت ثمان مرات لجائزة اختيار المراهقين، رشحت أربع مرات لجائزة زحل وفازت مرة واحدة، رشحت لجوائز إم تي في للأفلام مرة واحدة، رشحت لجائزة اتحاد الصحفيات السينمائيات وفازت مرة واحدة، رشحت ثلاث مرات لجوائز اختيار الناس وفازت مرتان.

## جائزة ساتيلايت
جائزة ساتيلايت، جوائز سنوية تمنحها أكاديمية الصحافة الدولية. فازت بيل بالجائزة مرة واحدة من ثلاث ترشيحات.
| السنة | العمل/المرشح                 | الجائزة                                   | النتيجة | مرجع  |
| ----- | ---------------------------- | ----------------------------------------- | ------- | ----- |
| 2005  | فيرونيكا مارس                | أفضل ممثلة في مسلسل، دراما                | رُشِّح     | [ 3 ] |
| 2005  | ريفير مادنيس: الفيلم الغنائي | أفضل ممثلة في مسلسل قصير أو فيلم تلفزيوني | فوز     | [ 3 ] |
| 2006  | فيرونيكا مارس                | أفضل ممثلة في مسلسل، دراما                | رُشِّح     | [ 2 ] |

## جائزة اختيار المراهقين
جائزة اختيار المراهقين، جوائز سنوية تعرض على قناة فوكس التلفزيونية. تضم عدة فئات يختار الفائزين بتصويت المراهقين الذين تتراوح أعمارهم بين 13 حتى 19. رشحت بيل ثمان مرات للجائزة.
| السنة | العمل/المرشح       | الجائزة                                 | النتيجة | مرجع   |
| ----- | ------------------ | --------------------------------------- | ------- | ------ |
| 2005  | فيرونيكا مارس      | اختيار أداء واعد تلفاز: ممثلة           | رُشِّح     | [ 5 ]  |
| 2006  | فيرونيكا مارس      | اختيار ممثلة تلفاز: دراما/إثارة/مغامرات | رُشِّح     | [ 6 ]  |
| 2008  | نسيان سارة مارشال  | اختيار ممثلة فيلم: كوميديا              | رُشِّح     | [ 7 ]  |
| 2008  | نسيان سارة مارشال  | اختيار أداء واعد فيلم: ممثلة            | رُشِّح     | [ 7 ]  |
| 2009  | هيروز              | اختيار ممثلة تلفاز: إثارة/مغامرات       | رُشِّح     | [ 8 ]  |
| 2009  | خلوة أزواج         | اختيار ممثلة فيلم: كوميديا              | رُشِّح     | [ 9 ]  |
| 2010  | عندما تكون في روما | اختيار ممثلة فيلم: كوميديا رومنسية      | رُشِّح     | [ 10 ] |
| 2014  | فيرونيكا مارس      | اختيار ممثلة فيلم: دراما                | رُشِّح     | [ 11 ] |

## جائزة زحل
جائزة زحل، جزائز سنوية تمنح من قبل أكاديمية الخيال العلمي، أفلام الخيال والرعب. رشحت بيل أربعة مرات وفازت مرة واحدة.
| السنة | العمل/المرشح  | الجائزة                             | النتيجة | مرجع   |
| ----- | ------------- | ----------------------------------- | ------- | ------ |
| 2005  | فيرونيكا مارس | أفضل ممثلة على شاشة التلفاز         | رُشِّح     |        |
| 2006  | فيرونيكا مارس | أفضل ممثلة على شاشة التلفاز         | فوز     | [ 13 ] |
| 2007  | فيرونيكا مارس | أفضل ممثلة في مسلسل، دراما          | رُشِّح     | [ 14 ] |
| 2009  | هيروز         | أفضل ممثل بدور ضيف ببرنامج تلفزيوني | رُشِّح     |        |

## جوائز إم تي في للأفلام
جوائز إم تي في للأفلام، جوائز سنوية تقدمها شبكة إم تي في التلفزيونية، تأسست عام 1992، يختار الفائزين عن طريق التصويت عبر الإنترنت. رشحت بيل مرة واحدة للجائزة.
| السنة | العمل/المرشح      | الجائزة         | النتيجة | مرجع   |
| ----- | ----------------- | --------------- | ------- | ------ |
| 2009  | نسيان سارة مارشال | أفضل لحظة "WTF" | رُشِّح     | [ 16 ] |

## جائزة اتحاد الصحفيات السينمائيات
جائزة اتحاد الصحفيات السينمائيات، جائزة سنوية يقدمها الاتحاد منذ عام 2006، فازت بيل بالجائزة مرة واحدة.
| السنة | العمل/المرشح | الجائزة                 | النتيجة | مرجع   |
| ----- | ------------ | ----------------------- | ------- | ------ |
| 2013  | ملكة الثلج   | أفضل ممثلة: رسوم متحركة | فوز     | [ 18 ] |

## جوائز اختيار الناس
جوائز اختيار الناس، جوائز سنوية تقدم منذ عام 1975. رشحت بيل ثلاث مرات وفزت مرتان.
| السنة | العمل/المرشح         | الجائزة                               | النتيجة | مرجع   |
| ----- | -------------------- | ------------------------------------- | ------- | ------ |
| 2016  | بيت الأكاذيب         | أفضل ممثلة تلفزيونية على قنوات الكابل | فوز     | [ 20 ] |
| 2017  | أمهات سيئات، الرئيسة | أفضل ممثلة كوميدية في فيلم سينمائي    | رُشِّح     | [ 21 ] |
| 2017  | المكان الجيد         | أفضل ممثلة في مسلسل تلفزيوني جديد     | فوز     | [ 21 ] |

## وصلات خارجية
- كريستين بيل على قاعدة بيانات الأفلام على الإنترنت
- كريستين بيل على تويتر